# Pagani

Pagani Automobili SpA — італійський виробник спорткарів.
Компанію 1992 року заснував Гораціо Пагані в Сан-Чезаріо-суль-Панаро, біля Модени.

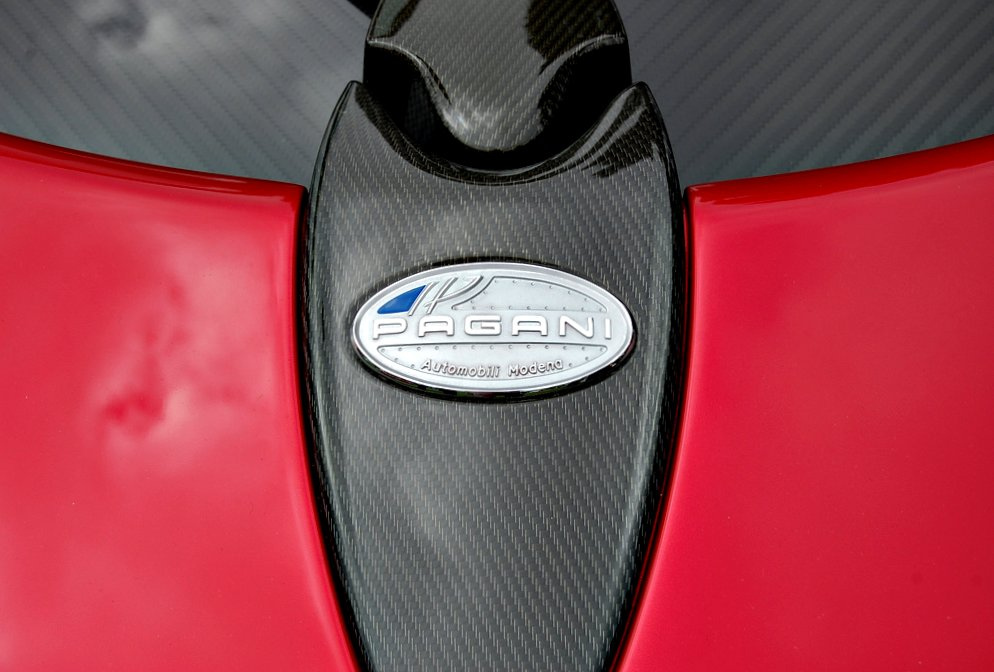
Логотип марки на моделі Pagani Huayra

## Історія

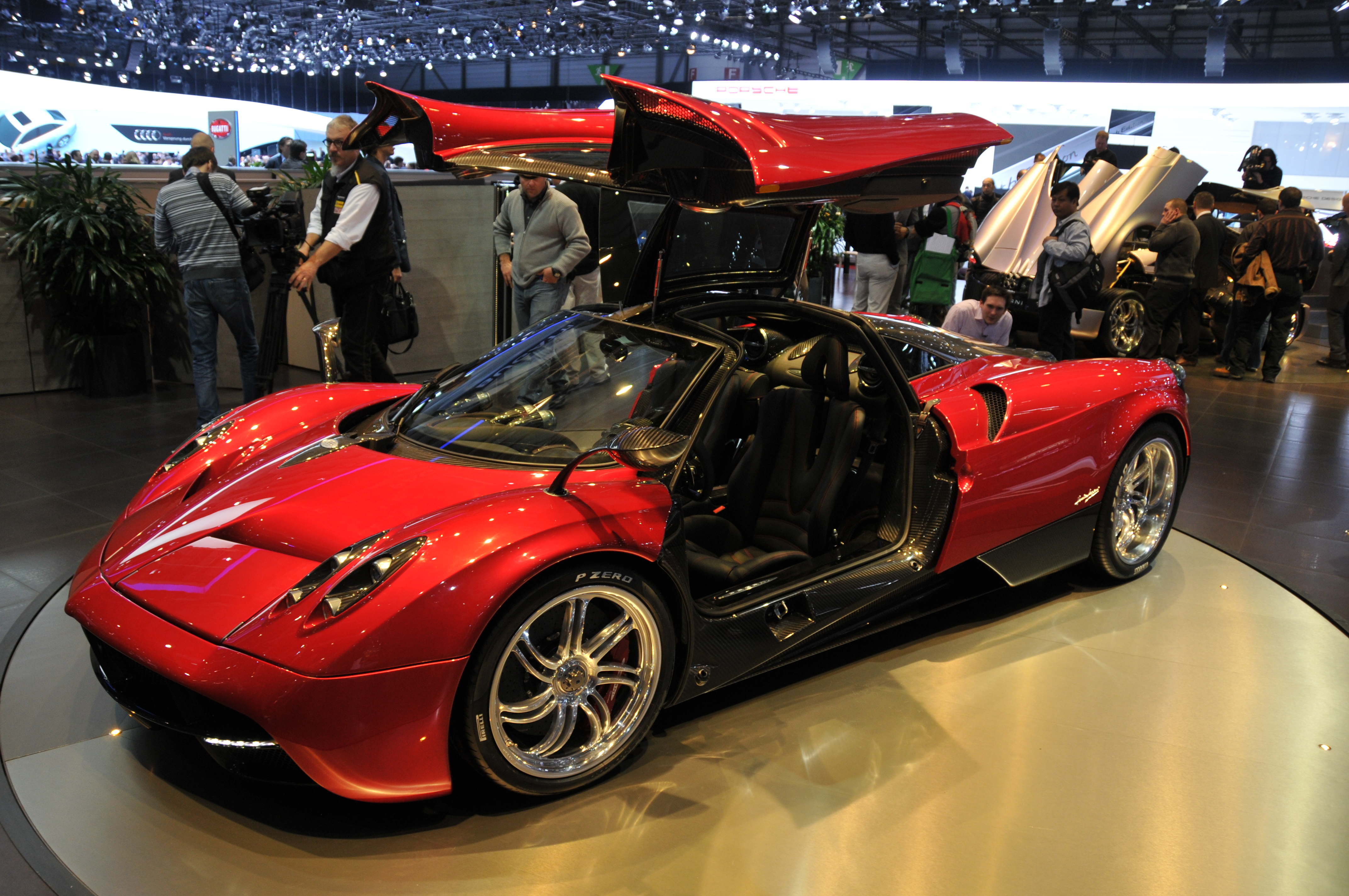
Pagani Huayra

Компанію заснував Гораціо Пагані, який деякий час працював у відділі композитних матеріалів іншого італійського автовиробника Lamborghini. Нова компанія співпрацювала з Lamborghini в реалізації кількох проєктів, зокрема над рестайлінгом Lamborghini Countach, розробляла концепт-кар Lamborghini P140 і брала участь у роботі над Lamborghini Diablo .

### Перший проєкт
Наприкінці 1980-х років Пагані розпочав працювати над автомобілем власної конструкції, назвавши його «Проєкт C8». Пагані планував перейменувати C8 в «Fangio F1» на честь п'ятикратного чемпіона  Формули-1  Хуана-Мануеля Фанхіо.
У 1991 році для задоволення високого попиту на свої дизайнерські та виробничі проєкти та послуги зі створення автопрототипів, Пагані заснував компанію Modena Design. 1992 року він почав працювати над прототипом Fangio F1, і в 1993 році машина успішно пройшла тести в аеродинамічній трубі компанії Dallara. 1994 року Mercedes-Benz погодився поставляти Пагані двигуни V12.
Новий автомобіль назвали  Zonda C12. 1995 року Пагані відмовився від назви Fangio F1 з поваги до смерті великого гонщика. Машина була вперше представлена публіці на  Женевському автосалоні 1999 року.

### Розширення
У 2005 році компанія Pagani оголосила про плани втричі збільшити виробництво протягом найближчих трьох років і у 2007 році вийти на  американський ринок.
25 вересня 2007 Pagani Zonda F Club Sport встановила рекорд траси Нюрбургринг — 7 хвилин 27,82 секунди, проте пізніше цей рекорд був побитий іншими автомобілями — Maserati MC12, Chevrolet Corvette ZR1 і Dodge Viper SRT10 ACR.
У 2010 році Pagani знову повернули собі рекорд — гоночний Pagani Zonda R пройшов коло за 6:47.5.

## Співпраця з Daimler

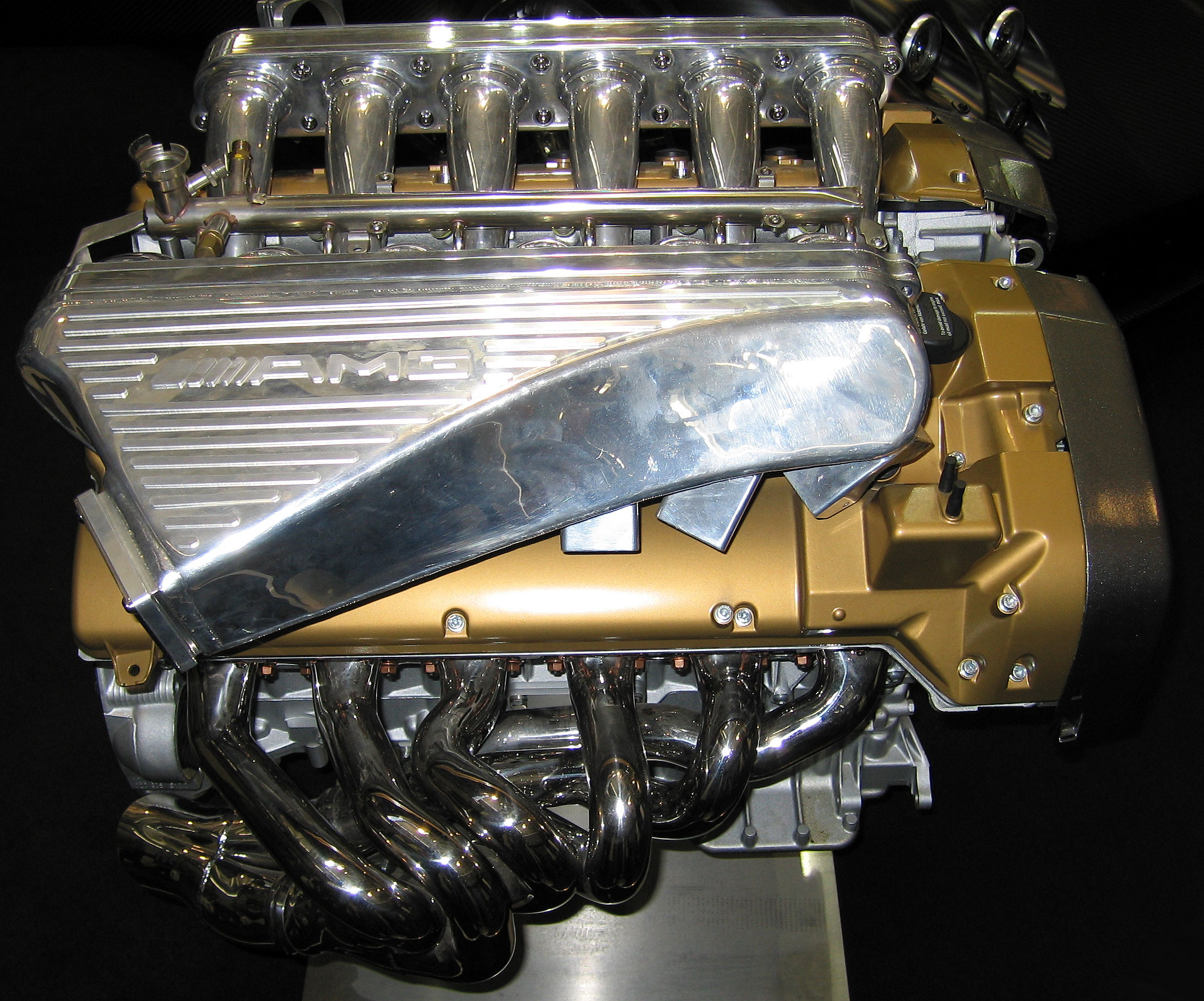
Двигун AMG V12 7.3l

Автовиробник є незалежною компанією, але Pagani багато років співпрацює з підрозділом  AMG компанії Daimler AG. Звернутися в Mercedes Пагані порадив Фанхіо. На моделі Zonda використовувалися декілька модифікацій мотора Mercedes-Benz M120 V12. Перша версія мала робочий об'єм 6000 куб. см, у сучасних Zonda він виріс до 7,3 л. Pagani також брав участь у розробці прототипу Chrysler ME Four-Twelve. Двигун для прийдешньої моделі Pagani Huayra був спеціально розроблений для Pagani.

## Pagani Zonda
Перша модель компанії Pagani — Zonda — мала базовий двигун V12, розроблений підрозділом Mercedes-Benz AMG. Дизайн автомобіля навіяний реактивними літаками і знаменитими «срібними стрілами» Sauber-Mercedes та відрізняється «фірмовими» елементами, такими як чотири вихлопних патрубки, вписаних у коло.

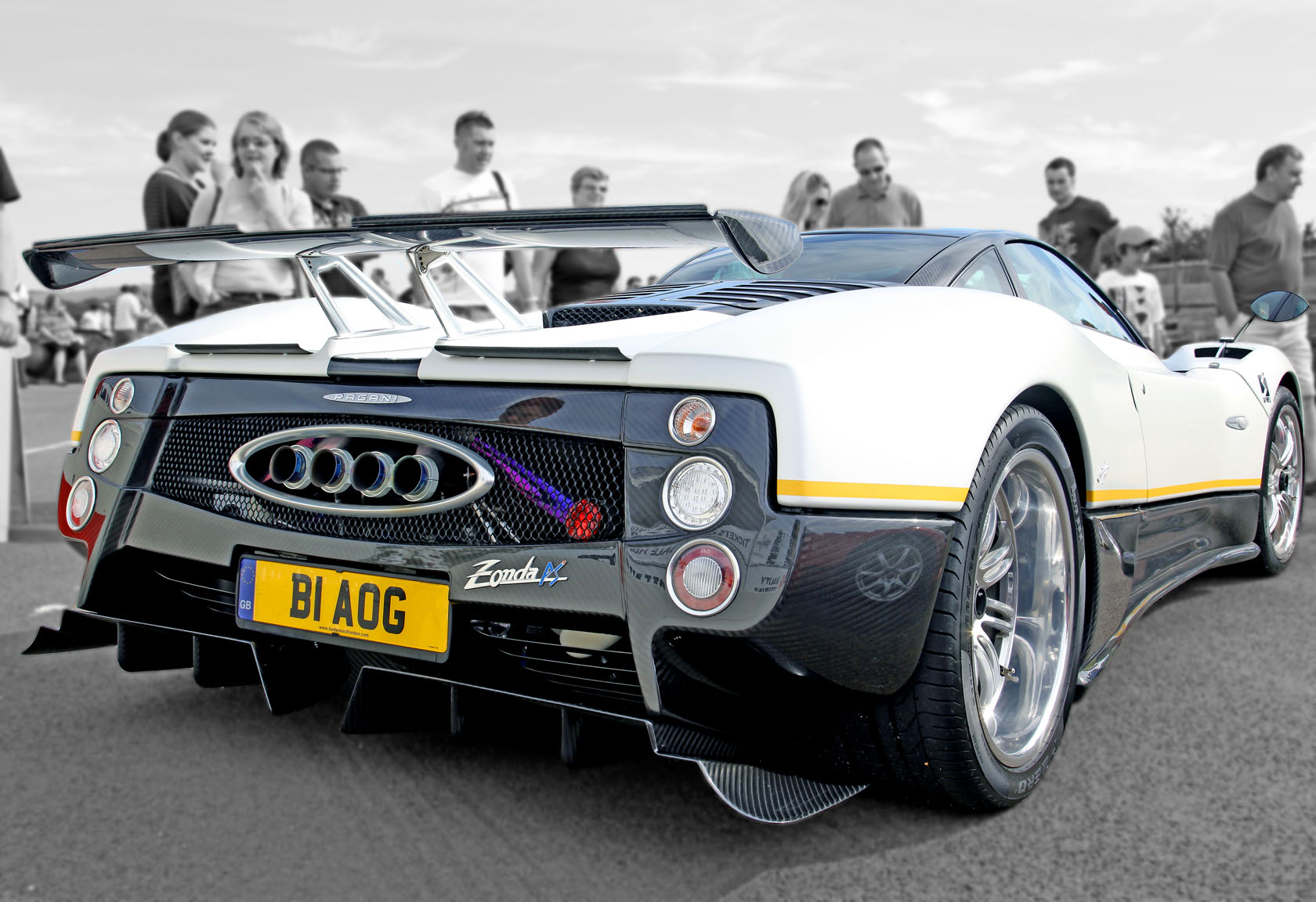
Pagani Zonda PS Rear

Виробництво моделі Zonda завершать десятьма гоночними моделями Zonda R.
- Pagani Zonda
  - C12 6 л
  - C12 S 7 л
  - C12 S 7,3 л
    - C12 S Roadster
    - C12 S Monza
    - Pagani Zonda GR (гоночний автомобіль)
- Zonda F
  - Pagani Zonda Roadster F
- Pagani Zonda R Clubsport

### Zonda Cinque

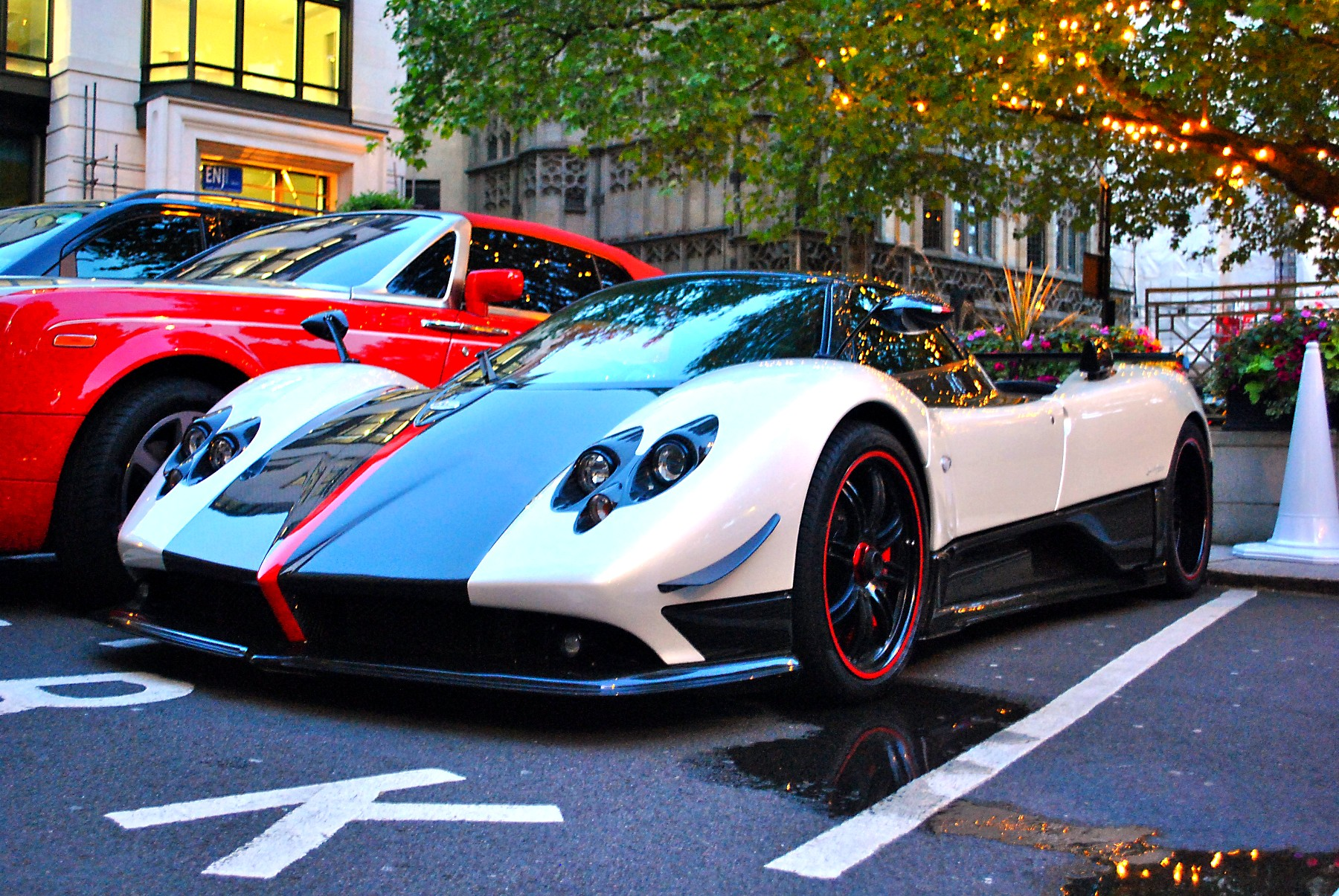
Pagani Zonda Cinque

У 2009 році Pagani оголосила про початок виробництва моделі «Zonda Cinque». На Zonda Cinque застосовані 678-сильний двигун Mercedes-Benz V12, активні аеродинамічні елементи і новий матеріал під назвою «карботаніум» (вуглеволокно, посилене титановими волокнами), який легший, але при цьому міцніший, ніж звичайне вуглеволокно. Всього було побудовано 5 автомобілів.
У липні 2009 року Pagani оголосила про будівництво 5 родстерів Zonda Cinque Roadster. На новій модифікації використовується той же двигун Mercedes-Benz V12, що і на купе, проте кузов був полегшений і посилений, щоб зберегти його жорсткість у відкритій версії.

### Zonda Tricolore

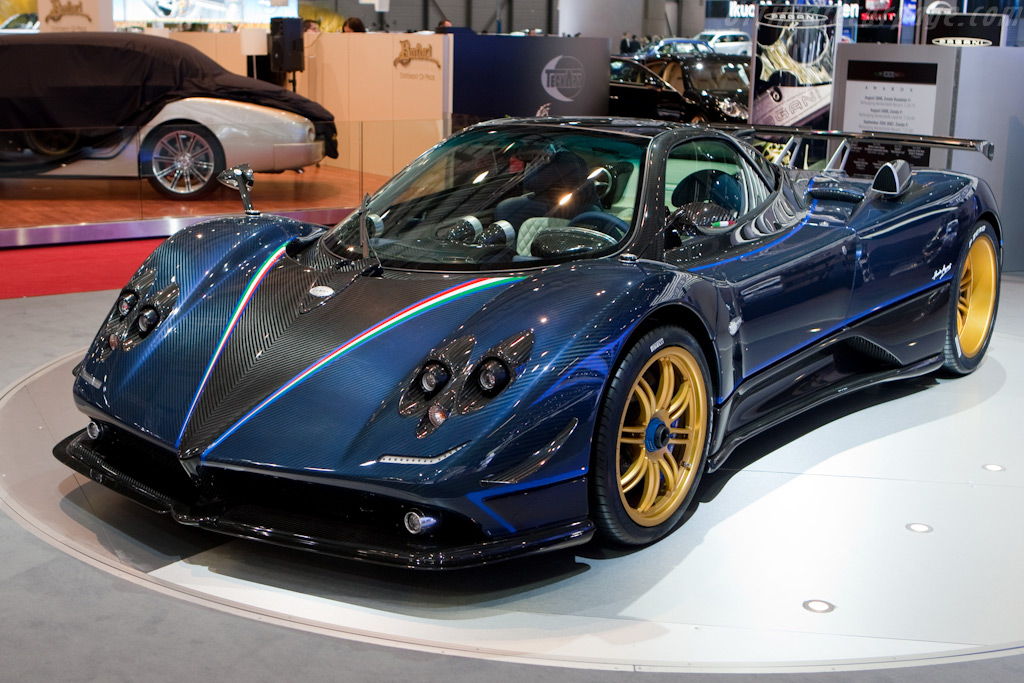
2010-Pagani-Zonda-Tricolore-4

На Женевському автосалоні 2010 року Pagani оголосила про намір побудувати автомобіль Zonda Tricolore. Єдиний екземпляр вартістю близько 1,3 мільйона євро без урахування податків буде побудований до 50-річчя італійської команди з  вищого пілотажу.. В основу Zonda Tricolore лежить найпотужніша модифікація Zonda Cinque з вугле-титановим кузовом, секвентальною коробкою передач і титанової вихлопної системою. Розташований двигун Mercedes AMG V12 об'ємом 7,3 л розвиває 670 к.с., забезпечуючи легкому автомобілю розгін від 0 до 100 км / год за 3,2 секунди.

### Окремі індивідуальні замовлення
2009 Zonda PS (з обробкою золотом)
2009 Zonda GJ (чорний)
2010 Zonda Uno (блакитний)
2011 Zonda HH (небесно-блакитний)
2011 Zonda 750 (рожевий)
2011 Zonda Rak (жовтий)
2011 Zonda Absolute (чорний)

## Pagani Huayra
Докладніше:Pagani Huayra

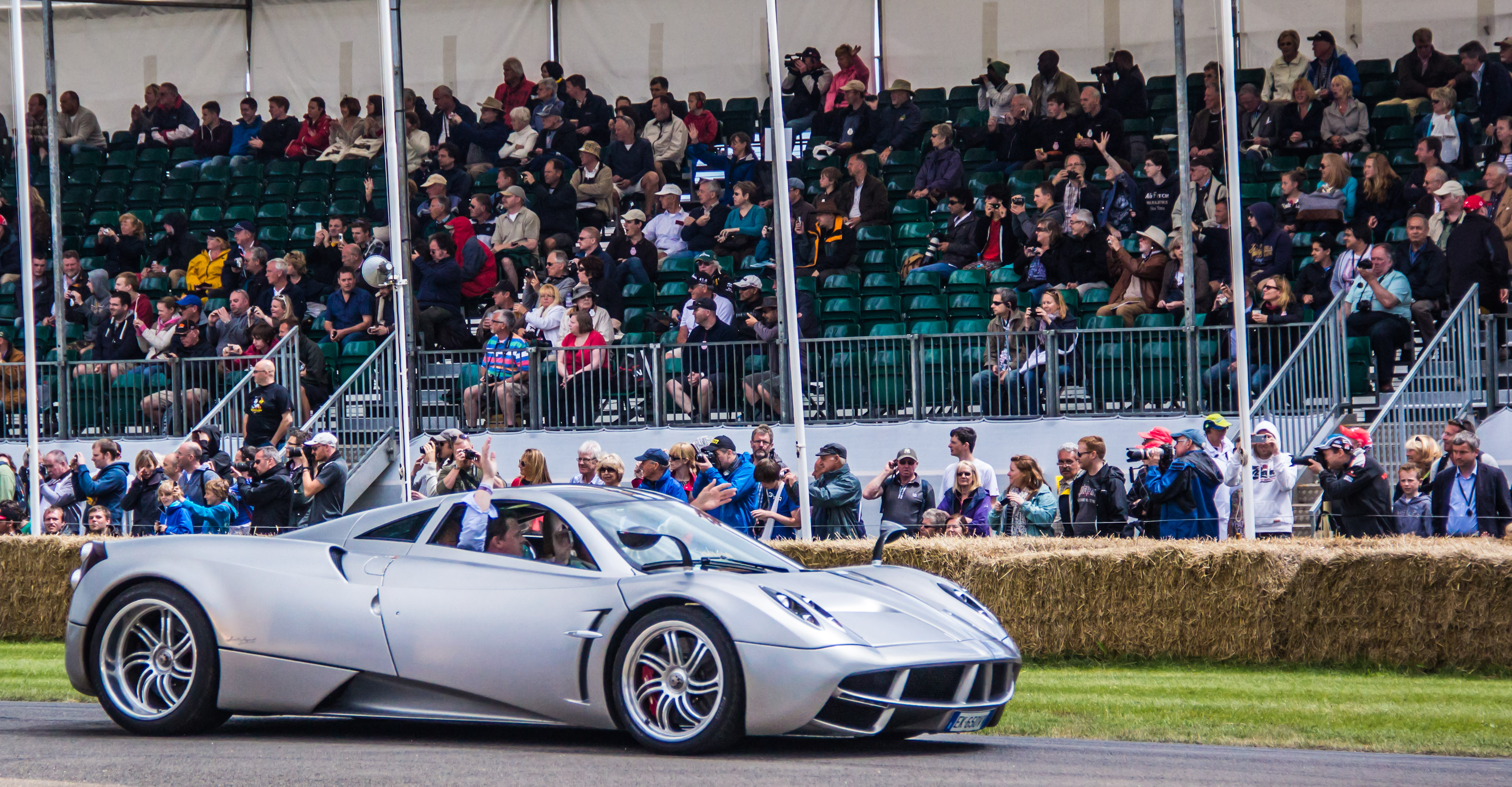
Huayra (7494501834)

Pagani побудувала новий автомобіль для заміни Zonda. Нова модель називається Pagani Huayra.
Офіційні технічні дані
- Двигун: Mercedes-AMG V12 Bi-Turbo M158
- Робочий об'єм: 5980 см³
- Потужність: 700 к.с.
- Крутний момент: 1000 Нм
- Коробка передач: 7-ступінчаста секвентальная
- Довжина: 4605 мм
- Колісна база: 2795 мм
- Висота: 1169 мм
- Ширина: 2036 мм
- Суха маса: 1350 кг
- Розподіл навантаження по осях: 44 % на передню вісь і 56 % на задню